# Microsoft Office 3.0
A Microsoft Office 3.0 a Microsoft Office szoftvercsomag egyik korai verziója volt, amelyet 1992 augusztusában adtak ki. Ez az első olyan Office-csomag, amelyet több alkalmazásból összeállítva kínáltak a felhasználóknak, és a vállalat célja az volt, hogy egyetlen integrált irodai csomagot hozzon létre a Windows operációs rendszeren.
Az Office 3.0 kiadása jelentős mérföldkő volt a Microsoft számára, mivel ezzel kezdődött az Office-csomag széles körű elfogadása a vállalati és otthoni felhasználók körében. Az egyesített csomagolás az alkalmazások között nagyobb fokú együttműködést és kompatibilitást biztosított, ami elősegítette az Office dominanciáját az irodai szoftverpiacon. Ez a verzió alapozta meg az Office-csomag későbbi, még sikeresebb kiadásait, amelyek végül a világ egyik legnépszerűbb irodai szoftvercsomagjává tették a Microsoft Office-t.

## Főbb jellemzők
A Microsoft Office 3.0 a különböző alkalmazások között sokkal szorosabb integrációt biztosított, mint az Office korábbi kiadásai. Ezáltal a felhasználók könnyebben tudtak adatokat átvinni az egyik programból a másikba. A programcsomag kifejezetten a Windows 3.1 operációs rendszerre készült, így optimalizált volt a grafikus felhasználói felület és a Windows többfeladatos működése számára. Bár még nem tartalmazta a későbbi verziókban megszokott "szalagos" menüt (ribbon interface), a programok menüsorral és eszköztárakkal rendelkeztek, amelyek nagyban hozzájárultak a hatékonysághoz.

## Komponensek
- Microsoft Word 2.0: Szövegszerkesztő program, amely a korábbi verziókhoz képest több formázási és szerkesztési funkciót kínált.
- Microsoft Excel 4.0: Táblázatkezelő szoftver, amelyet széles körben használtak adatkezelésre és pénzügyi számításokra.
- Microsoft PowerPoint 3.0: Prezentációk készítésére szolgáló program, amely lehetővé tette a diavetítések létrehozását.
- Microsoft Mail: Levelezési alkalmazás, amely hálózati környezetben lehetővé tette a kommunikációt.